# کاوازاکی زفیر
کاوازاکی زفیر (Kawasaki Zephyr) یک موتورسیکلت ساخت شرکت صنایع سنگین کاوازاکی است. سیستم جعبه‌دندهٔ آن ۶ دنده به صورت دستی است.